# ميشيل لانجفان
ميشيل لانجفان هو مصمم جرافيك وموسيقي كندي، ولد في 30 مايو 1963 في ساغينيه في كندا.

## وصلات خارجية
- ميشيل لانجفان على موقع ميوزك برينز (الإنجليزية)
- ميشيل لانجفان على موقع ميوزك برينز (الإنجليزية)
- ميشيل لانجفان على موقع أول ميوزيك (الإنجليزية)
- ميشيل لانجفان على موقع أول ميوزيك (الإنجليزية)
- ميشيل لانجفان على موقع ديسكوغز (الإنجليزية)
- ميشيل لانجفان على موقع ديسكوغز (الإنجليزية)